# Merlin (banda brasileña)
Merlin es un conjunto musical que surgió en Belo Horizonte en 1994, que compone e interpreta canciones en esperanto.
El trabajo del grupo tuvo buenas repercusiones en el extranjero y tuvo la producción de dos álbumes, uno de ellos del sello francés Vinilkosmo, con divulgación en más de 60 países.

## Historia
El grupo nació en 1994 de la disolución de otra banda, Flagrante Delito, que actuó con canciones en portugués. Merlín comenzó a tocar en lugares públicos y privados de la capital de Minas Gerais.
En 1998, el grupo comenzó a desarrollar trabajos paralelos Merlin Esperante, interpretando versiones y canciones propias en el idioma esperanto. Todo este esfuerzo en divulgación cultural ha comenzado a generar retornos positivos para la banda: el sello discográfico francés Vinilkosmo, que se especializa en títulos de esperanto, ha firmado un acuerdo con Merlin para producir el CD Por la Mondo (que significa Para el mundo), con su lanzamiento programado para 60 países. La propuesta de Por la Mondo, que revela en sus letras temas de interés mundial como la fraternidad, la igualdad y el amor, es despertar lo mejor de cada uno para que todos puedan alcanzar una mayor dignidad en nuestro paso por el mundo.
La banda está compuesta por Marcone Froes (voz y guitarra), Guilherme Lima (batería), Aldrin Gandra (guitarra), Sérgio Ribeiro (bajo) y Sérgio Vieira (teclados).

## Discografía

### Por la Mondo
El primer álbum de la banda se llamaba Por la mondo ("Para el mundo"), cuando actuaban bajo el nombre de "Merlin Esperante" (Merlin en esperanto).
1. Por la mondo
2. Estas la legxo
3. Estis unu fojo
4. Bluaj fragoj
5. Mia vojo
6. Mi kredas
7. En cxi tiu momento
8. Pri la vero
9. Elprovo

### Ho! Mia kor'!
1. Aferoj por gardi
2. Alia mondo
3. Se mi povas
4. Finfine
5. Ho! Mia kor'!
6. Verda soldato
7. Nokta trajnejo
8. Vidu
9. La tondro
10. La bono